# Lý Mục (Bắc triều)
Lý Mục (chữ Hán: 李穆, 510 – 586), tự Hiển Khánh, sanh quán là trấn Cao Bình , tướng lãnh Tây Ngụy, Bắc Chu cuối thời Nam Bắc triều và nhà Tùy.

## Thời Tây Ngụy
Mục là em trai của Trụ quốc đại tướng quân Lý Hiền, Dương Bình quận công Lý Viễn nhà Bắc Chu.
Mục từ nhỏ đã sáng suốt, lại có độ lượng. Vũ Văn Thái vào Quan Trung, Mục làm Cấp sự dưới quyền ông ta, được đãi ngộ thân thiết; mà Mục làm việc cũng cẩn thận, nghiêm túc, chưa từng lười nhác .
Khi Hạ Bạt Nhạc bị Hầu Mạc Trần Duyệt sát hại (534), Vũ Văn Thái tự Hạ Châu tiến đánh Duyệt. Bộ tướng của Duyệt là Sử Quy chiếm cứ Nguyên Châu, Thái lệnh cho Hầu Mạc Trần Sùng tập kích hắn ta. Mục đang ở trong thành, cùng 2 anh trai Hiền, Viễn hưởng ứng Sùng, bắt được Quy . Mục nhờ công được thụ Đô đốc . Cùng năm, Mục tham gia đón rước Bắc Ngụy Hiếu Vũ đế vào Quan Trung, được phong Vĩnh Bình huyện tử , thực ấp 300 hộ .
Mục được lãnh hương binh, tham gia trận Tiểu Quan, chiếm Hoằng Nông, đều có chiến công. Sau chiến thắng Sa Uyển, Mục đề nghị truy kích, Vũ Văn Thái không nghe . Luận công trước sau, được tiến tước làm bá .
Trong trận Hà Kiều (538), ngựa của Vũ Văn Thái trúng tên, lồng lên hất ông ta ngã xuống đất. Quân Đông Ngụy đã đuổi đến nơi, mà tả hữu đều tan chạy. Mục xuống ngựa, dùng roi đánh vào lưng Thái, mắng lớn rằng: “Tên lính hồ đồ, chủ tướng của mày ở đâu, mà một mình đứng đây?” Quân Đông Ngụy thấy Thái bị khinh bỉ đánh đập, không ngờ là quý nhân, bèn bỏ qua cho họ. Mục trao ngựa cho Thái, cùng nhau chạy thoát. Thái và Mục nhìn nhau mà khóc, Thái nói với tả hữu rằng: “Làm nên việc của ta, là người này đấy!”  Mục lập tức nhận lệnh phủ dụ Quan Trung, đi đến đâu thì an định nơi ấy; được cất nhắc làm Vũ vệ tướng quân, Nghi đồng tam tư, tiến phong An Vũ quận công , tăng ấp 1700 hộ .
Mục trước sau được ban thưởng, nhiều không đếm xuể. Vũ Văn Thái thán phục lòng trung thành của Mục, nói rằng: “Người ta đáng quý chỉ có tính mạng, Mục xem thường tính mạng của mình để giúp cô, tước vị ngọc lụa, chẳng đủ báo đáp.”  Mục được đặc biệt ban cho Thiết khoán, tha 10 lần phạm tội chết. Được tiến Phiêu kỵ đại tương quân, Khai phủ nghi đồng tam tư, Thị trung. Ở trận Hà Kiều, Mục tìm cho Thái một con ngựa thông (lông trắng xám), vì thế Thái đem tất cả ngựa thông trong chuồng ban cho ông. Lại ban tước cho con trưởng của Mục là Đôn làm An Nhạc quận công, một chị gái làm quận quân, các chị em còn lại làm huyện quân, họ hàng hai bên nội ngoại cũng được ban thưởng..
Tham gia giải vây Ngọc Bích (546), được bái làm An Định Quốc trung úy. Trải qua các chức vụ Đồng Châu thứ sử, Thái phó khanh . Đi theo Vu Cẩn đánh Giang Lăng (554), nhờ công được tăng ấp 1000 hộ , một con trai được phong Trường Thành huyện hầu. Sau đó được tiến vị Đại tướng quân , ban họ Thác Bạt .
Trấn áp người Man ở Khúc Miện, phá được. Ít lâu sau được trao chức Nguyên Châu thứ sử, bái con trưởng Lý Đôn làm Nghi đồng tam tư, lấy con của Lý Hiền làm Bình Cao quận thú, con của Lý Viễn làm Bình Cao huyện lệnh, đều gia Cổ xuy. Mục tự cho rằng con cháu một nhà 3 người được làm quan tại quê hương, ân ngộ quá dày, cố từ không nhận, Vũ Văn Thái không đồng ý . Sau đó được thăng làm Ung Châu thứ sử, kiêm Tiểu trủng tể .

## Thời Bắc Chu
Bắc Chu Hiếu Mẫn đế lên ngôi, Mục được tăng ấp 3000 hộ. Một con trai được phong làm Thăng Thiên bá, Mục nhường cho con của Lý Hiền là Lý Quỹ, đế đồng ý .
Con của Lý Viễn là Lý Thực giúp Hiếu Mẫn đế ngầm mưu chống lại quyền thần Vũ Văn Hộ, việc bại lộ, Thực cùng Viễn bị hại (557), liên lụy đến Mục. Trước đó, Mục nhận xét Thực không phải là người xứng đáng kế tự, khuyên Viễn bỏ đi, Viễn không nỡ. Vào lúc Viễn chịu hình, khóc mà nói rằng: “Hiển Khánh, tôi không theo lời mày, đã đến nước này, còn biết làm sao!” Mục được tha chết, bị trừ danh làm dân, con cháu của ông đều bị miễn quan. Các con của Viễn đều bị làm tội, chỉ còn Tích Châu thứ sử Lý Cơ, Mục xin lấy hai con trai là Đôn, Di chết thay, lời lẽ đau xót, thiết tha; Vũ Văn Hộ cảm động mà tha cho Cơ .
Minh đế nối ngôi, được bái làm Phiêu kỵ đại tướng quân, Khai phủ nghi đồng tam tư, Đại đô đốc, nhận lại tước An Vũ quận công, bái làm Trực Châu thứ sử . Trong những năm Vũ Thành (559 – 560), con em đều được nhận lại quan tước . Sau đó Mục được nhận chức Thiếu bảo, tiến vị đại tướng quân. Hơn năm sau, được bái làm Tiểu tư đồ, tiến vị Trụ quốc, chuyển làm Đại tư không. Phụng chiếu đắp thành Thông Lạc .
Năm Thiên Hòa thứ 2 (567) thời Vũ đế, được tiến phong Thân quốc công , tước cũ thụ lại cho một con trai . Mục cầm cờ tiết phủ dụ biên giới phía đông, đắp các thành trấn Vũ Thân, Đán Phu, Từ Giản, Sùng Đức, An Dân, Giao Thành, Lộc Lô .
Năm Kiến Đức đầu tiên (572), được bái làm Thái bảo . Hơn năm sau , ra làm Nguyên Châu tổng quản . Năm thứ 4 (575), Vũ đế đánh Bắc Tề, lệnh cho Mục theo lối riêng đánh Chỉ Quan cùng các huyện Hà Bắc, đều phá được. Sau đó đế có bệnh nên lui quân, Mục bỏ về không giữ. Năm thứ 6 (577), được tiến vị Thượng trụ quốc, nhận chức Tịnh Châu tổng quản. Khi ấy nước Tề mới bị thôn tính, lòng người chưa yên, Mục cai trị ôn hòa, được dân chúng yêu mến .
Năm Đại Tượng đầu tiên (579) thời Tĩnh đế, được gia ấp đến 9000 hộ, thăng Đại tả phụ, tổng quản như cũ . Năm thứ 2 (580), được gia Thái phó, vẫn làm Tổng quản .
Úy Trì Huýnh nổi dậy chống lại quyền thần Dương Kiên, sai sứ chiêu dụ, Mục giam lại, dâng thư của Huýnh lên triều đình. Con Mục là Sĩ Vinh cho rằng ông nắm Tịnh Châu là nơi chứa tinh binh cả nước, khuyên Mục hưởng ứng Huýnh. Mục không nghe, cho rằng nhà Chu đã tận số, bèn sai sứ gặp Dương Kiên, gởi tặng chiếc đai vàng 13 vòng do Vũ đế ban cho (xem bài Lý Hiền), tỏ ý muốn kết thân . Mục cũng bắt con Huýnh là Sóc Châu thứ sử Úy Trì Nghị giải về kinh sư; điều binh đánh dẹp Lộ Châu thứ sử Quách Tử Thắng do Huýnh bổ nhiệm, giết được. Dương Kiên khen ngợi, cho rằng công lao của Mục sánh ngang với việc đánh phá Nghiệp Thành (căn cứ của Huýnh) – vốn là huân công bậc nhất, gia 3 chuyến , đem chia cho hai con của Mục là Vinh, Tài và con của Lý Hiền là Quỹ. Vinh cùng Tài đều làm Nghi đồng đại tướng quân, Quỹ tiến làm Khai phủ nghi đồng đại tướng quân; còn riêng phong người con khác của Mục là Hùng làm Mật quốc công .

## Thời Tùy
Mục ngầm khuyên Dương Kiên lên ngôi. Sau khi Dương Kiên đã thụ thiện, là Tùy Văn đế, ban chiếu thông báo với Mục. Ít lâu sau Mục vào triều, được ban ghế cho ngồi. Được bái làm Thái sư, vái chào không xưng tên, thật thụ thực ấp là 3000 hộ ở huyện Thành An. Con cháu của Mục còn ẵm ngửa đều được bái làm Nghi đồng, trong nhà người được cầm hốt ngà có đến hơn trăm, đương thời giàu sang không ai sánh kịp. Mục dâng biểu xin Khất hài cốt, Văn đế hạ chiếu đồng ý .
Văn đế vốn hiềm rằng đài thành ở Lạc Dương nhỏ hẹp, trong cung lại có ma quỷ. Tô Uy từng khuyên dời đô, đế không tiếp nạp. Đến nay thái sử tấu lên có điềm dời đô, Mục cũng dâng biểu cho rằng nên làm vậy, đế kết luận đạo trời và lòng người đã hợp, nên đồng ý. Hơn năm sau, đế hạ chiếu nói trừ tội mưu nghịch, còn lại miễn cho Mục 100 lần phạm tội chết .
Năm Khai Hoàng thứ 6 (586), hoăng, hưởng thọ 77 tuổi. Có chiếu sai Hoàng môn thị lang giám hộ việc tang, phúng 4 thớt ngựa, 2000 hộc thóc lúa, 1000 xúc lụa vải. Được tặng Sứ trì tiết, Ký, Định, Triệu, Tương, Doanh, Mao, Ngụy, Vệ, Lạc, Hoài thập châu chư quân sự , Ký Châu thứ sử. Thụy là Minh. Được ban quách đá, trước sau các bộ nhạc Vũ bảo, Cổ xuy, xe Ôn lương. Bá quan đưa tang đến thành ngoài (quách). Có chiếu sai Thái thường khanh Ngưu Hoằng làm văn điếu, cúng tế bằng cỗ Thái lao .
Cháu nội là Quân được kế tự.

## Hậu nhân
Sử cũ không chép đầy đủ tên các con của Lý Mục, chỉ kể ra vài người: Đôn, Di, Nhã, Hằng, Vinh, Trực, Hùng, Hồn.
- Lý Đôn, tự Sĩ Hiến, con trưởng của Lý Mục, làm đến Phượng Châu thứ sử, phong tước An Nhạc quận công nhà Bắc Chu, mất trước Lý Mục. Con Đôn là Lý Quân được kế tự Lý Mục, Bắc sử có truyện.
- Lý Di, làm đến Nghi đồng, mất sớm, được truy tặng Vị Châu thứ sử.
- Lý Nhã, Tùy thư có truyện.
- Lý Hằng, làm đến Diêm Châu thứ sử, phong tước Dương Khúc hầu.
- Lý Vinh, làm đến Hợp Châu thứ sử, phong tước Trường Thành huyện công.
- Lý Trực, làm đến Xa kỵ tướng quân, phong tước Quy Chánh huyện hầu.
- Lý Hùng, làm đến Trụ quốc, Phiêu kỵ tướng quân, phong tước Mật quốc công.
- Lý Hồn, tự Kim Tài, con thứ 10 của Lý Mục, Bắc sử/Tùy thư có truyện.

Bắc sử/ Tùy thư còn chép một người con của Lý Mục là Sĩ Vinh khuyên cha hưởng ứng Úy Trì Huýnh, không rõ có phải là Lý Vinh hay không!? Một người con khác là Lý Tài nhờ công lao ủng hộ Dương Kiên chống lại Úy Trì Huýnh của Lý Mục, được thăng làm Nghi đồng đồng thời với Lý Vinh và Lý Quỹ.